# Свен Аггесен
Свен Аггесен (дан. Sven Aggesen, Aagesen) (жив у другій половині 12 століття) — перший данський історик, архієпископ.
Головний його твір «Compendiosa historia regum Daniae» це виклад данської історії та її правителів з легендарних часів до 1185 року. Історія країни зображується Свеном Аггесеном з точки зору королівської влади та світської аристократії і не містить впливів церковної ідеології не зважаючи на духовний сан автора. Також він уклав і коротку історію Данії.

## Твори
- Lex Castrensis (1181—1182)
- Historia brevis regum Dacie (1186—1187)
- Compendiosa historia regum Daniae (кінець 1180 років)